# East Moline
East Moline – miasto w Stanach Zjednoczonych, w stanie Illinois, w hrabstwie Rock Island.